# プシーブラム (小惑星)
プシーブラム (9884 Příbram) は小惑星帯に位置する小惑星。チェコのクレチ天文台でミロシュ・チヒー(Miloš Tichý)とズデニェク・モラヴェツ(Zdeněk Moravec)が発見した。
プシーブラム隕石が落下したチェコのプラハ近くの町、プシーブラム (Příbram) から命名された。